# Тум, Роберт
Роберт Тум (нем. Robert Thum, 25 сентября 1908 — сентябрь 1980) — австрийский игрок в настольный теннис, призёр чемпионатов мира.

## Биография
Родился в 1908 году в Вене. На состоявшемся в 1928 году втором в истории чемпионате мира стал обладателем золотой и бронзовой медалей. На чемпионатах мира 1929 и 1930 годов становился обладателем серебряных медалей. В 1932 году стал обладателем бронзовой медали чемпионата мира. На чемпионате мира 1933 года медалей завоевать не смог.
Внёс значительный вклад в возрождение настольного тенниса в Австрии после Второй мировой войны. Принял участие в чемпионате мира 1951 года, но медалей не завоевал.